# Francisco María Tubino
Francisco María Tubino y Oliva (San Roque, 12 de septiembre de 1833 - Sevilla, 6 de noviembre de 1888) fue un político, periodista, crítico de arte e historiador andaluz que perteneció a la Real Academia de Bellas Artes de San Fernando. Defensor del federalismo como de la unidad de España,  fue uno de los principales referentes del Krausismo, el librecambismo.

## Biografía
Nacido en San Roque  el 12 de septiembre de 1833, fue periodista, escritor, arqueólogo, y una de las más importantes figuras del protoandalucismo. Casado con Gabina Nájera, tuvo tres hijas. Falleció en Sevilla el 6 de noviembre de 1888.

## Trayectoria
Realizó sus primeros trabajos como periodista en los periódicos La Palma o La Moda. Colaborará con prensa de Cádiz, Sevilla y Málaga y llegará a ser director de El Porvenir. Desde diciembre de 1857 es redactor de La Andalucía, del que en 1860 se convertirá en propietario, tras la fusión de La Palma de Sevilla y La Palma de Cádiz.
Diputado provincial por Sevilla en 1863 y académico de número de la Real Academia Sevillana de Buenas Letras en 1865, en 1866 se traslada a Madrid.
En 1878 el jurado de la Exposición universal de París le otorgó una medalla de plata, clase 8ª, a su obra Tratado de Antropología.

## Unión Andaluza
Desde 1858 Francisco María Tubino intenta hacer cristalizar el proyecto de una Unión Andaluza, una entidad sin carácter institucional y cuyos objetivos serían principalmente acabar con el aislamiento de las “pequeñas repúblicas” que son las provincias andaluzas y conseguir una acción mancomunada, denunciando "el olvido total por parte de los gobiernos constituidos” hacia Andalucía y vehicular a través de los parlamentarios andaluces la presión sobre Madrid.

## Polémica Böhl de Faber vs. José Joaquín de Mora
El gaditano Francisco Tubino escribió en enero de 1877 dos artículos en la Revista Contemporánea reflexionando sobre la antigua polémica calderoniana entre los escritores también gaditanos Böhl de Faber y Mora. Para Tubino, la oposición de Mora y Alcalá Galiano a las ideas de Böhl es la de los que odian lo mejor de la tradición, aunque a veces suene a castizo.

## Obras destacadas

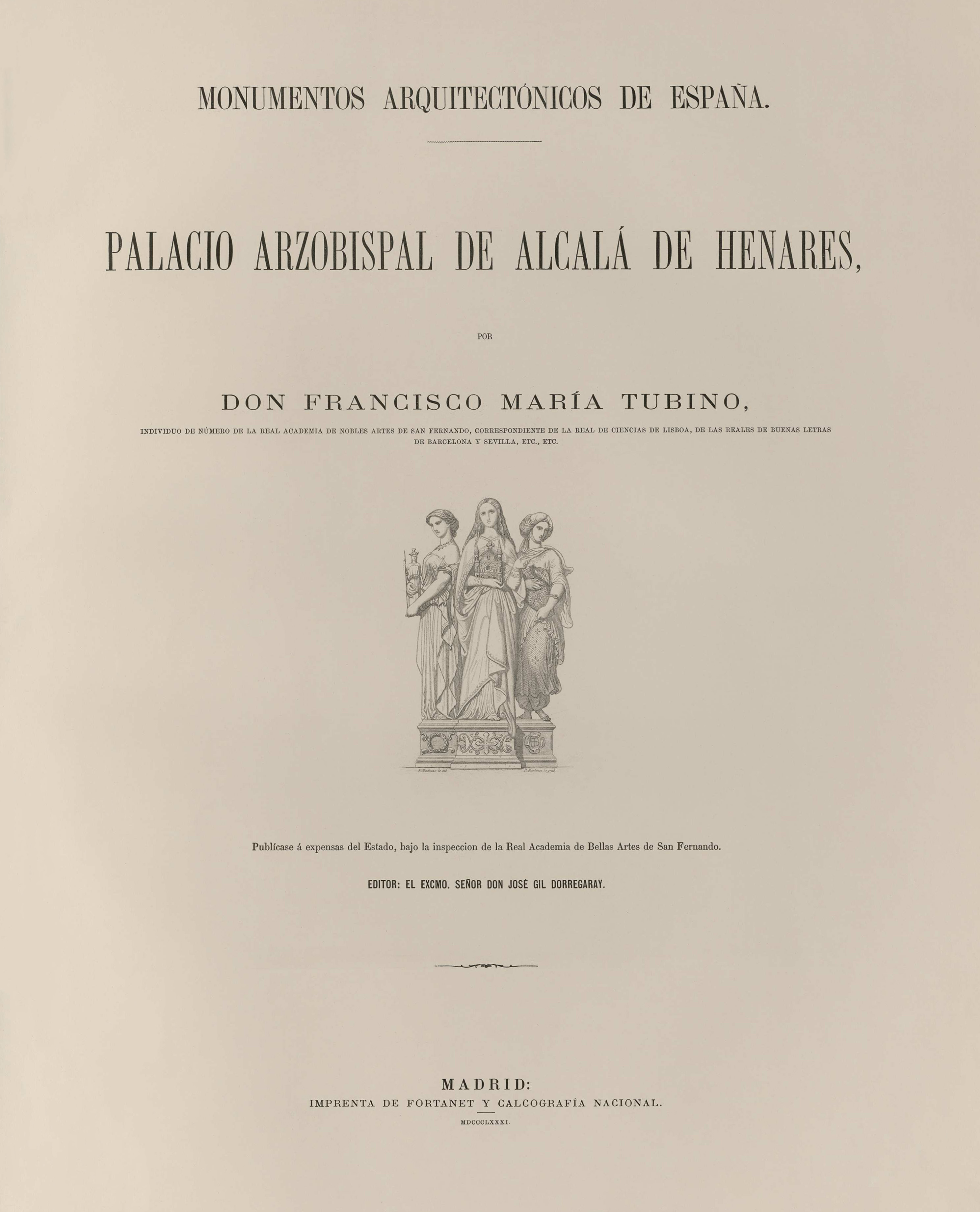
Palacio Arzobispal de Alcalá de Henares (Monumentos arquitectónicos de España, 1881)

En la web Cervantes Virtual podemos repasar su obra completa.
- Literatura mogrebiana. Memoria sobre los códices árabes cedidos a la Universidad de Sevilla, Sevilla, 1861.
- El Quijote y la Estafeta de Urganda, Sevilla, La Andalucía, 1862.[9]
- La corte en Sevilla. Crónica de un viaje de SS.MM. y AA.RR. a las provincias de Andalucía en 1862, Sevilla, 1863.
- Gibraltar ante la historia, la diplomacia y la política, Sevilla, 1863.
- Murillo. Su época, su vida, sus cuadros, Sevilla, 1864.
- Estudios Contemporáneos, 1865.
- Cervantes y el Quijote. Estudios críticos, Madrid, 1872.
- Patria y federalismo, 1873.
- Tratado de Antropología, 1878.
- Historia del Renacimiento literario contemporáneo en Cataluña, Baleares y Valencia, Madrid, 1880.
- Palacio Arzobispal de Alcalá de Henares, Madrid, 1881.
- El arte en España, Sevilla, 1886.
- Pedro de Castilla. La leyenda de Dª María Coronel y la muerte de D. Fadrique, Madrid, 1887.